# Ла-Тен
Ла-Тен (фр. La Tène) — бывшая коммуна в швейцарском кантоне Невшатель, существовавшая с 2009 по 2024 год. 1 января 2025 года вошла в состав новой коммуны Латена.
Площадь коммуны составляла 5,29 км², население 5520 человек (на 31 декабря 2023 года),
Коммуна Ла-Тен была образована 1 января 2009 года в результате слияния общин Марин-Эпанье и Тиль-Вавр и получила своё название своё по первобытной стоянке Ла-Тен на берегу Невшательского озера. Располагалась на северо-западе Швейцарии, на северо-восточном берегу озера Невшатель, в 6 км восточнее города Невшатель. Восточной границей коммуны являлся водосточный канал, по которому излишки вод Невшательского озера уходят в Бильское озеро.
В состав коммуны входили населённые пункты Марин-Эпанье (фр. Marin-Epagnier), Тиль (фр. Thielle) и Вавр (фр. Wavre).
1 января 2025 года была объединена с коммунами Энж, Сен-Блез и Отрив в новую коммуну Латена.